# 42P/Neujmin
42P/Neujmin (również Neujmin 3) – kometa okresowa z rodziny Jowisza.

## Odkrycie i nazwa
Kometę tę odkrył astronom rosyjski Grigorij Nikołajewicz Nieujmin 2 sierpnia 1929 roku w Obserwatorium w Simeiz na górze Koszka na Krymie.
W nazwie znajduje się zatem nazwisko odkrywcy.

## Orbita komety
Orbita komety 42P/Neujmin ma kształt wydłużonej elipsy o mimośrodzie 0,58. Jej peryhelium znajduje się w odległości 2,03 j.a., aphelium zaś 7,73 j.a. od Słońca. Jej okres obiegu wokół Słońca wynosi 10,77 roku, nachylenie do ekliptyki to wartość 3,98˚.

## Właściwości fizyczne
Jądro tej komety ma średnicę ok. 2,2 km. Kometa ta wraz z 53P/Van Biesbroeck powstała w wyniku rozpadu większego ciała w roku 1845.